# Djebel el Goufi
Djebel el Goufi är ett berg i Algeriet.   Det ligger i provinsen Skikda, i den norra delen av landet, 300 km öster om huvudstaden Alger. Toppen på Djebel el Goufi är 1 165 meter över havet.
Terrängen runt Djebel el Goufi är huvudsakligen kuperad. Djebel el Goufi är den högsta punkten i trakten. Runt Djebel el Goufi är det ganska tätbefolkat, med 179 invånare per kvadratkilometer. Närmaste större samhälle är Kerkera, 14,7 km öster om Djebel el Goufi. 